# Sardanapalus

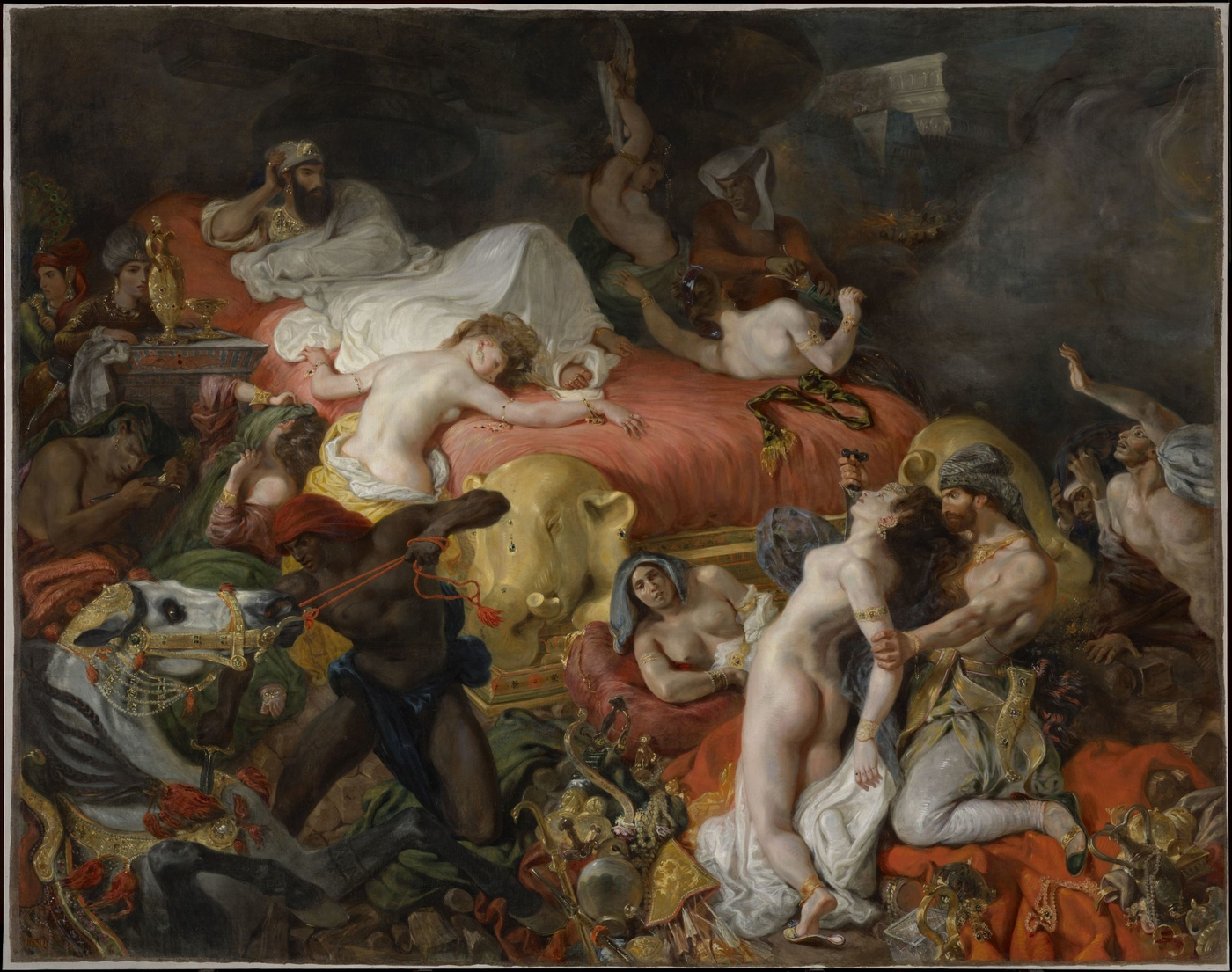
Eugène Delacroix Sardanapals död (1827) är utställd på Louvren.

Sardanapalus var, enligt den grekiske historikern Ktesias av Knidos, den siste kungen i Babylon. Kteisas verk Persica är försvunnet, men man känner till dess innehåll i stort, genom senare sammanställningar och från Diodorus arbeten. Herodotos skrev också om Sardanapalus, och framställde honom som den siste av storkonungarna i Nineve
De grekiska historikerna beskrev Sardanapalus som en depraverad och feminin härskare som tillbringade all sin tid i sitt harem, klädde sig i kvinnokläder och tyckte om att spinna. Han sades ha bränt inne sig själv, sina skatter och sina kvinnor när fienden belägrade Nieneve. 
Sardanapalus har ofta kopplats samman med den assyriske kungen Ashurbanipal, som dock levde långt före Nineve föll, och som var en militärt framgångsrik härskare. Missförståndet skulle kunna bero på en sammanblandning mellan Ashurbanipal och hans bror Samas-sum-ukin, som var härskare i Babylon och innebrände sig själv i sitt palats efter ett misslyckat uppror mot brodern. Den grekiske poeten Choerilus från Iasus satte samman ett epigram till Sardanapalus minne .

## Sardanapalus i konsten
Sardanapals död är en målning av 1800-talskonstnären och romantikern Eugène Delacroix. Målningen bygger i sin tur på pjäsen Sardanapalus som skrevs av Lord Byron 1821. Lord Byron hade i sin tur hämtat inspiration från Diodorus. E. H. Coleridge skriver om Byrons arbete:
"Det är knappast nödvändigt att påminna den moderne läsaren om det faktum att den historiske personen Sardanapalus existens inte är fastställd eller till och med omöjlig att verifiera... figuren som Ktesias skildrade eller hittade på, en feminin vällusting, nedsjunken i lyx och lättja, till slut tvingad att ta till vapen och, efter ett utdraget men ineffektivt motstånd, undgick fångenskap genom självmord, kan inte identifieras".